# Five Nights at Freddy's (mediafranchise)
Five Nights at Freddy's (FNAF) är en datorspelsserie och mediafranchise skapad av Scott Cawthon. Franchisen innehåller videospel, romaner, grafiska romaner och filmer.
Spelserien går främst ut på att man spelar som olika nattvakter på en familjerestaurangkedja vid namn Freddy Fazbear's Pizzeria där man ska försöka överleva från midnatt fram tills klockan slår sex på morgonen. Under tiden måste man avvärja ankommande attacker från olika mordiska animatroniska djurmaskotar som är besatta av själar från barn som blev dödade av en psykopatisk seriemördare. Spelmekanikens kärna går ut på att man ska använda sig av begränsade resurser (det vill säga begränsad ström till olika lampor, kameror och dörrar som går att stänga) för att kunna överleva alla fem nätter och samtidigt undvika att bli dödad.
Cawthon fick idén till det första spelet i serien efter att hans familjevänliga management game-spel kritiserades av Chipper & Sons Lumber Co. för att dess karaktärer påminde dem om skrämmande animatroner. Som svar på denna feedback utvecklade han ett skräckspel som avsiktligt innehöll skrämmande animatronmaskotar. Spelet släpptes i augusti 2014 och blev en succé som ledde till att flera uppföljare utvecklades.
Spelen har fått blandad kritik, och mest fått beröm för dess unika berättelse och atmosfär, men har fått kritik för dess gameplay. Franchisen har nått kommersiell framgång och merchandise finns tillgänglig världen över. Franchisen har också fått en stor kultstatus och har hyllats av fans och spelare som en av de mest inflytelserikaste skräckspelsserier genom tiderna.

## Koncept och utveckling
Konceptet för Five Nights at Freddy's slog rot från det negativa mottagandet av Scotts tidigare spel, Chipper & Sons Lumber Co, där spelarna tyckte att huvudpersonen liknade ett ”läskigt animatroniskt djur.” Cawthon, som till en början blev avskräckt av kritiken utnyttjade denna feedback för att utveckla något avsiktligt skrämmande. Five Nights at Freddy's släpptes den 8 augusti 2014 och blev populärt efter att ha visats upp av framstående YouTubers. Framgången för Five Nights at Freddy's ledde till flera uppföljare som släpptes mellan 2014 och 2024 samt ett spin-off-spel med titeln FNAF World, som lanserades januari 2016. 
Cawthon använde i början Clickteam Fusion 2.5 för att utveckla spelen och Autodesk 3ds Max för 3D-grafik men har efter spelet Help Wanted arbetat med spelutvecklingsföretaget Steel Wool Studios (som utvecklade Security Breach). Spelen har också släppts i olika versioner till PlayStation 4, Xbox One och Nintendo Switch.  Efter kritik mot donationer till medlemmar av Republikanska partiet år 2021, meddelade Cawthon att han skulle dra sig tillbaka från franchisen och att någon han själv valt skulle ”sköta saker och ting” från och med då.

## Spelupplägg
Sätten att spela Five Nights at Freddy's ändras för varje spel, men kärnmekaniken förblir densamma. Man spelar som nattvakt på restaurangkedjan Freddy Fazbear's Pizzeria vars animatroniska maskotar som liknar antropomorfa djur uppträder på en scen, vanligtvis vid barnkalas, men som lämnar sina platser och vandrar runt i restaurangen på natten; vaktens uppgift är att hålla koll på dem och förhindra att de attackerar och avslutar spelet. Det förklaras i första spelet att det är viktigt för animatronerna att röra på sig för att fortsätta fungera ordentligt, men det visar sig senare genom små ledtrådar i spelen att de är egentligen besatta av spöken.

## Huvudserie
| Spel                                                | År   |
| --------------------------------------------------- | ---- |
| Five Nights at Freddy's Five Nights at Freddy's 2   | 2014 |
| Five Nights at Freddy's 3 Five Nights at Freddy's 4 | 2015 |
| Five Nights at Freddy's: Sister Location            | 2016 |
| Freddy Fazbear's Pizzeria Simulator                 | 2017 |
| Ultimate Custom Night                               | 2018 |
| Five Nights at Freddy's: Help Wanted                | 2019 |
| Five Nights at Freddy's: Security Breach            | 2021 |
| Five Nights at Freddy's: Help Wanted 2              | 2023 |
| Five Nights at Freddy's: Secret of the Mimic        | 2025 |

### Five Nights at Freddys

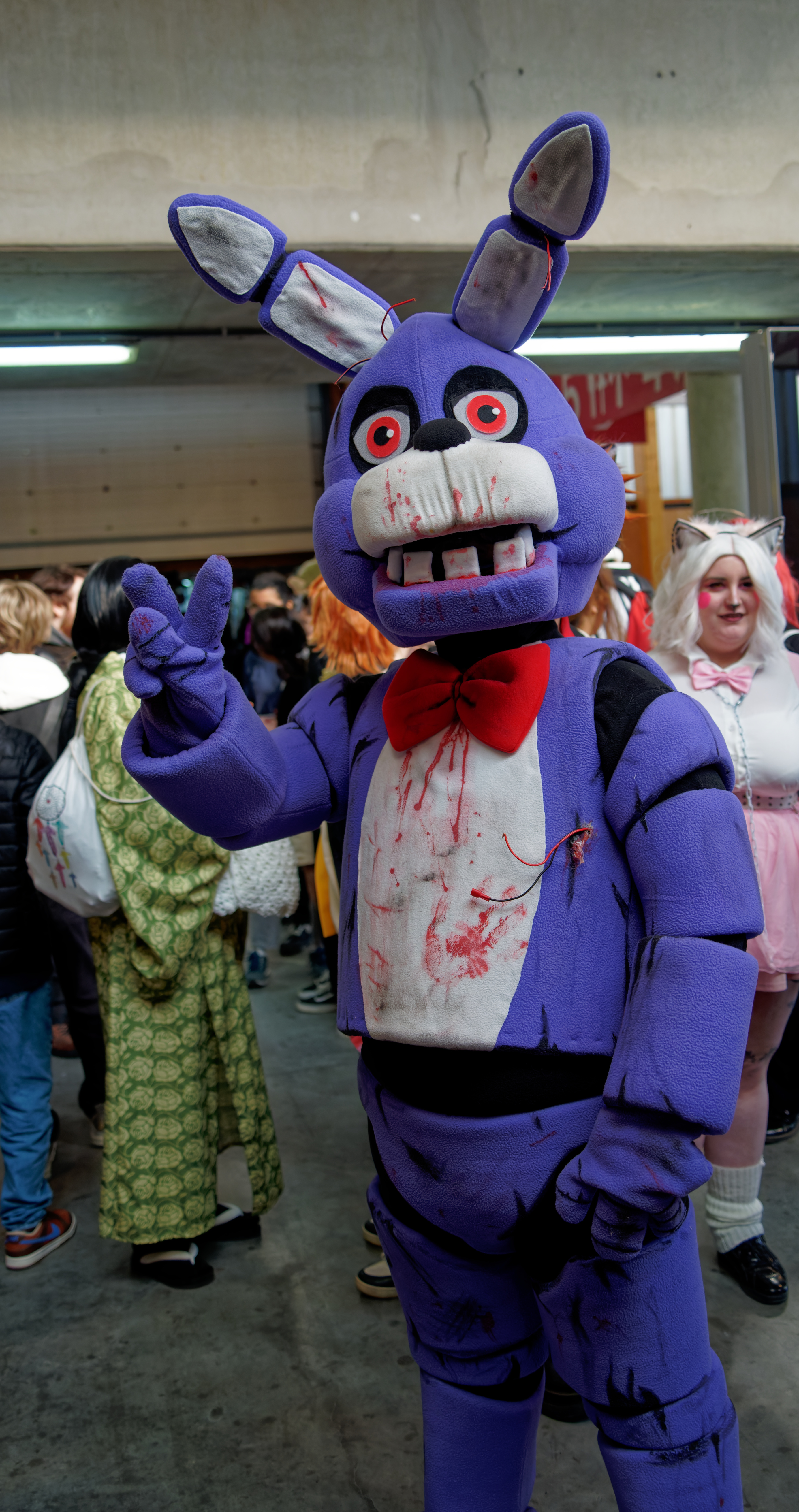
Cosplay av Bonnie the Bunny från första spelet.

I första spelet har spelaren till sitt förfogande två dörrar som går att stänga, två lampor att se genom mörkret vid dörrarna och ett kamerasystem som måste användas för att hålla koll på var animatronerna finns. Det finns totalt fyra animatroner, Freddy Fazbear, Foxy the Pirate Fox, Bonnie the Bunny och Chica the Chicken. Det finns en extra animatron kallad Golden Freddy, han dyker oftast upp den tredje natten och beter sig som ett spöke, med ihåliga svarta ögon och sliten robotdräkt. Alla dörrar, kameror och lampor drivs av begränsad ström, och tar den slut blir rummet becksvart och huvudanimatronen Freddy Fazbear kommer att försöka anfalla spelaren, såvida inte klockan hinner slå sex innan det händer. För varje natt man överlever blir animatronerna aggressivare.
Vid vissa tillfällen kan animatronerna klippa bort ledningarna till dörrarna och lamporna, vilket gör att om man tittar in på kamerapanelen och tar bort den så kommer nån av dem gå in i kontoret och döda spelaren. Man vet att en av animatronerna är inne i kontoret om man lyssnar efter deras tunga andning medan man kollar på kamerapanelen. 

### Five Nights at Freddys 2
I Five Nights at Freddy's 2 ändras metoderna hur man överlever nätterna. Man har inga dörrar att använda, man har två ventilationsutgångar vid höger och vänster sida och man måste använda antingen sin ficklampa eller en kopia av Freddy Fazbear's huvud och använda denne som en mask för att lura bort och försvara sig mot animatronerna som nu är elva stycken. 8-bitars-teknik används för att införa minispel som man får spela igenom efter varje avklarad natt, som visar nyckelinformation och ledtrådar om spelets lore och berättelse.
De animatroner man behöver hålla koll på är de förra animatronerna som är mer slitna, de nya "Toy animatronics" (Toy Freddy, Toy Chica, Toy Bonnie och Mangle), Balloon Boy, Golden Freddy och en annan kallad för The Puppet (Marionetten) som hoppar fram och avslutar spelet om man inte vevar igen hans speldosa.

### Five Nights at Freddys 3

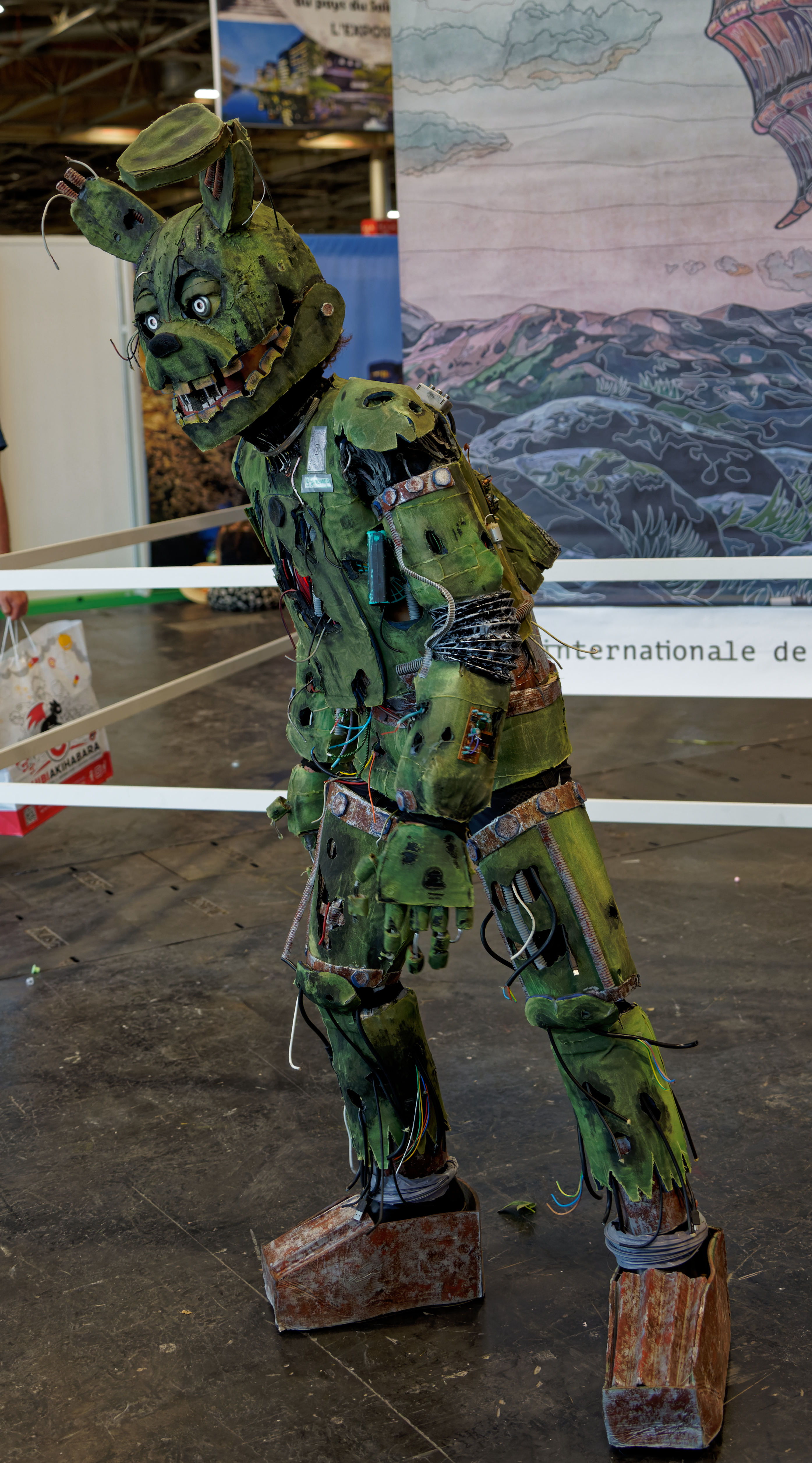
Cosplay av Springtrap, animatronen och huvudantagonisten i Five Nights at Freddy's 3.

Five Nights at Freddy's 3 lägger till fler sätt att överleva nätterna på. Här använder man en skärmpanel som innehåller ett ljudbibliotek, kameror och ventilation som kan lida av funktionsfel gjorda av fantom-liknande animatroner från de första två spelen. Dessa kan inte döda spelaren men de kan göra situationen värre och göra det lättare för den enda animatronen i spelet, Springtrap (besatt av seriemördaren William Aftons vålnad), att ta sig in i kontoret och avsluta spelet. Han kan luras bort genom att man använder sig av ljudbiblioteket och spelar upp en barnröst nära platsen han är på som gör att han går längre bort från kontoret. 8-bitars-minispelen finns även med här och låses upp efter varje avklarad natt och visar viktig information om spelseriens lore.

### Five Nights at Freddy's 4

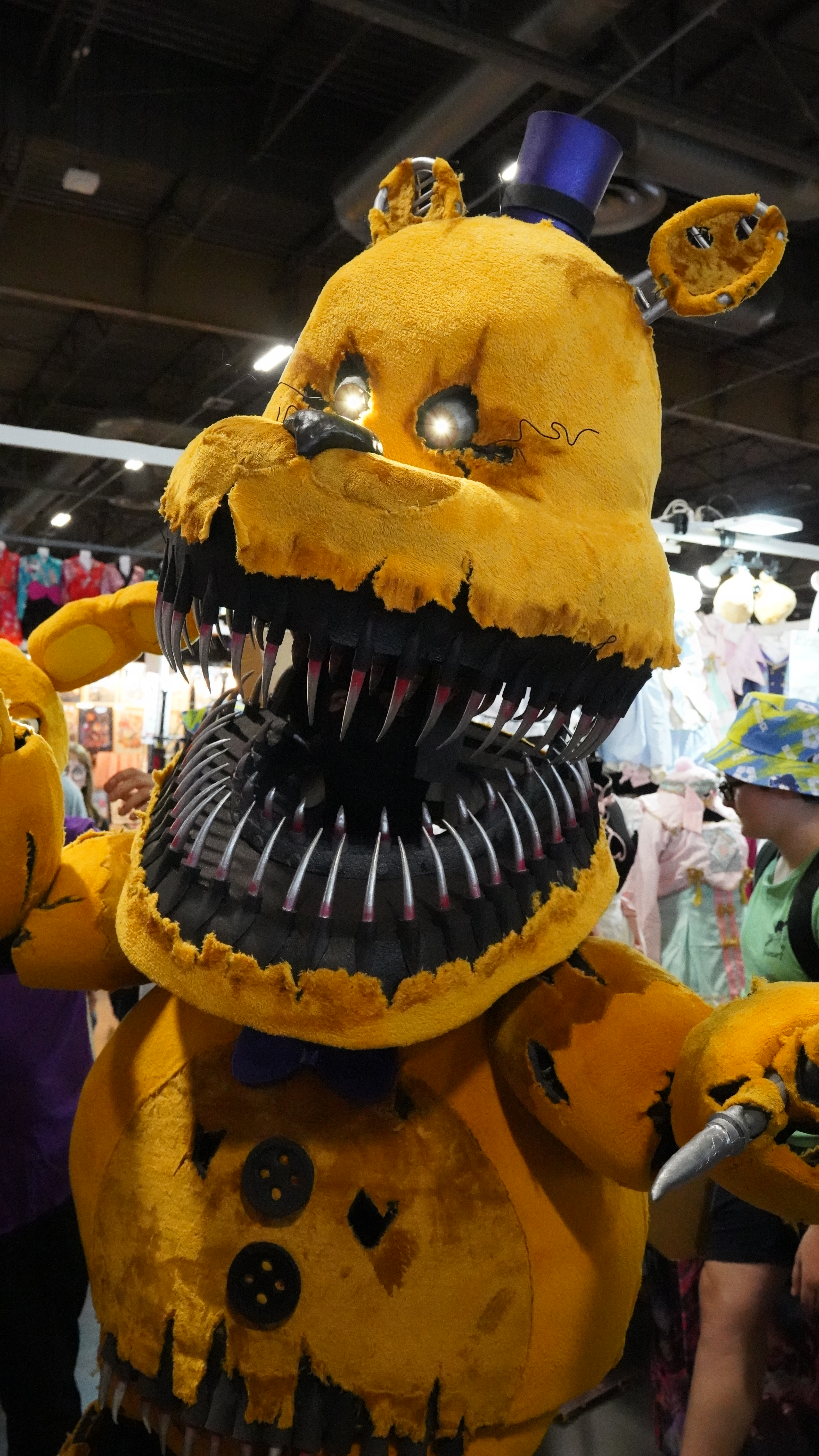
Cosplay av Nightmare Fredbear i Five Nights at Freddy's 4.

I Five Nights at Freddy's 4 utspelar sig spelet inte i en restaurang utan i ett litet barns sovrum vars hus har blivit invaderat av animatroniska maskotar. Spelaren kommer att behöva försvara sig mot totalt sju olika animatroner i spelet: dessa är Nightmare Freddy Fazbear, Nightmare Chica, Nightmare Bonnie, Nightmare Foxy, Nightmare Fredbear, Nightmare och Plushtrap. De flesta robotarna är försedda med enorma vassa huggtänder och är klädda i en mycket sönderriven dräkt. Spelaren har denna gång inga kameror, utan endast en ficklampa för att schasa bort animatronerna. Här får man använda sin hörsel för att lista ut var animatronerna är någonstans.
Rummet består av två dörrar på höger och vänster sida som går att öppna och stänga, en garderob att öppna och stänga, samt att vända blicken bakåt för att se sängen. Vid dörrarna måste spelaren lyssna hur nära animatronerna är. Är de alldeles intill kan man höra deras andning. Håller man dörren stängd går de iväg efter ett tag. Öppnar man för tidigt kan en animatron hoppa fram och skrämma spelaren vilket avslutar spelet. Spelaren måste också förhindra att mindre animatroner samlas ihop på sängen bakom sig, och hålla koll på garderoben så att inte Nightmare Foxy hoppar fram och avslutar spelet. 8-bitars-minispelen finns här också.

### Five Nights at Freddy's: Sister Location
I spelet Sister Location får man en ny slags kontrollplatta som kan lysa upp ett rum eller chocka animatronerna. Andra mekaniska funktioner finns i en andra kontrollpanel i ett så kallad Breaker Room, som styr strömmen till anläggningen och en blixtfyr, som gör att spelaren kan se i det mörka Funtime Auditorium (ett festrum) och lättare undvika dess animatroner. Sister Location är det enda spelet där spelaren kan röra sig mellan rummen under nätterna.

### Pizzeria Simulator
Pizzeria Simulator har en management-game liknande spelstil och spelaren måste spendera pengar i spelet för att köpa funktioner till sin pizzeria. En serie minispel kan spelas genom att testa anläggningens attraktioner. Efter att spelaren har slutfört denna del av spelet slutför de uppgifter i ett rum och avvärjer fientliga animatroner. Pizzeria Simulator delar ett antal element med Five Nights at Freddy's 3, vilket inkluderar ventilationstrummor och möjligheten att distrahera animatroner med ett ljudbibliotek.

### Ultimate Custom Night
Ultimate Custom Night är en anpassningsbar natt, där femtio animatroner är närvarande och har en AI som är fullt maxad till nivå 20. Spelaren kan välja vilka animatroner som ska vara aktiva under en natt och hur aggressiva de ska vara.

### Five Nights at Freddy's: Help Wanted
Help Wanted kombinerar speluppläggen från alla andra spel och förvandlas till en VR-upplevelse för spelaren som introducerar också flera andra minispel, där spelupplägget är varierande och ibland också har fritt spelande. Spelet introducerar också en ny animatron vid namn Glitchtrap.

### Five Nights at Freddy's: Security Breach

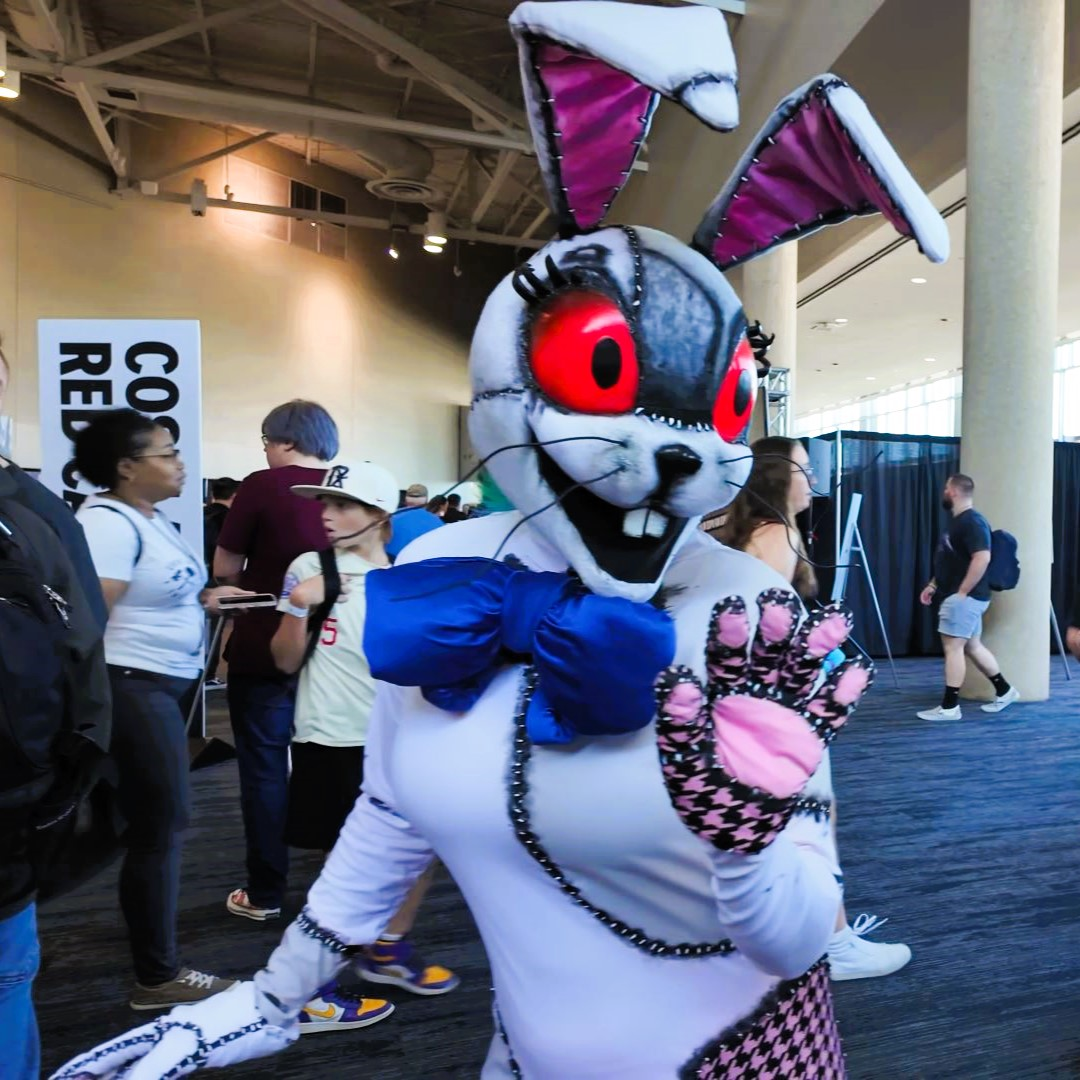
Cosplay av Vanny, en av antagonisterna i Five Nights at Freddy's: Security Breach

Security Breach är det första spelet i serien som använder sig av open-world teknologin för att ge spelaren möjligheten att röra sig fritt genom alla rum och platser som finns i restaurangen som nu är en stor galleria-liknande familjerestaurang kallad för Freddy Fazbear's Mega Pizzaplex. Man har också tillgång till ett verktyg som kallas Faz-Watch, som gör det möjligt för att se kartor, läsa meddelanden som plockats upp från slumpmässiga områden, kontrollera säkerhetskameror för farliga animatroner i närheten och för att spåra sitt nuvarande mål. Spelet introducerar Freddy som en hjälpsam följeslagare genom hela spelet, även om han har begränsad ström och måste laddas på stationer i restaurangen. Spelaren kan även distrahera fientliga animatroner genom att välta saker för att lura bort dem, medan man kan huka och gömma sig i olika strukturer för att undvika dem. Till skillnad från andra Five Nights-spel finns det begränsat med sparpunkter och det finns bara en enda sparstation efter kl. 06.00.
- Ruin - ett gratis nedladdningsbart DLC som lades till senare i Security Breach där man spelar som en ny karaktär som utforskar de förfallna ruinerna av Freddy Fazbear's Mega Pizzaplex. Här introduceras en ny antagonist kallad för The Mimic.

### Five Nights at Freddy's: Help Wanted 2
Help Wanted 2 är en direkt uppföljare till det första VR-spelet. Spelet innehåller minispel baserade på Sister Location och Security Breach och är utvecklat av Steel Wool Studios.

### Five Nights at Freddy's: Secret of the Mimic
Secret of the Mimic sätter störst fokus på utforskning och pussellösning. Spelet avviker från det traditionella kamerabaserade spelsättet i tidigare titlar och fokuserar istället på att låta spelaren röra sig fritt i en fullt öppen miljö som går att utforska. Större delen av spelet går ut på att använda sig av smygmekanik för att undvika The Mimic, en ny fiende som kan klä sig i någon av de dussintals animatron-maskotdräkter som finns utspridda i miljön och använda vilken röst den än vill för att försöka lura spelaren.

## Spin-offs

### FNAF World
Det första spin-off spelet som släpptes av Cawthon. Till skillnad från huvudserien är FNAF World ett rollspel som använder animatroniska karaktärer från de fyra första spelen som avatarer. Med hjälp av karaktärerna måste spelarna bekämpa fiender och avancera genom spelet och låsa upp förmåner och föremål. Spelupplägget går ut på att utforska spelvärlden och ta sig till nya områden.

### Five Nights at Freddy's AR: Special Delivery
Ett mobilspel som använder sig av förstärkt verklighet med hjälp av platsbaserad spelmekanik likt mobilspelet Pokémon GO. I spelet möter man olika animatroniska maskotar som försöker attackera en i jämna mellanrum. Spelets servrar stängdes ner den 14 mars 2024.

### Freddy in Space 2
Ett sidskrollande plattformsskjutspel och en uppföljare till ett minispel från FNaF World. Det släpptes gratis den 3 december 2019 på Game Jolt.

### Security Breach: Fury's Rage
Ett gratis sidskrollande beat 'em up-spel med huvudrollsinnehavarna från Security Breach. Spelet skapades för att kompensera för att lanseringen av Security Breach försenades för andra gången och släpptes gratis på Game Jolt den 28 april 2021.

### Freddy in Space 3: Chica in Space
Ett sidskrollande plattformsskjutspel och en uppföljare till Freddy in Space 2. Det släpptes den 18 oktober 2023 under titeln FNAF: The Movie: The Game och utvecklades av Cawthon, som hävdade att den hade en spoilerfylld koppling till filmen Five Nights at Freddy's. Det släpptes gratis på Game Jolt.

### Five Nights at Freddy's: Into the Pit
Ett äventyrsskräckspel utvecklat av Mega Cat Studios som baseras på den första berättelsen i Scott Cawthons serie av antologier vid namn Fazbear Frights. Spelet använder sig av pixelgrafik. Man spelar som barnet Oswald som via ett bollhav på Freddy Fazbear's Pizzeria reser genom tiden till restaurangens glansdagar. Spelet består av att lösa pussel samtidigt som man måste fly från en spöklik figur som kallas för The Yellow Rabbit (ett alternativt namn för William Afton/Springtrap).

### Five Laps at Freddy's
Ett racing-spel som använder sig av karaktärer från spelserien. Det utannoserades den 19 juni 2024, i samband med seriens 10-årsjubileum.

### Five Nights at Freddy's: Survival Crew
En Roblox-adaption av serien, som av misstag släpptes i ett ofärdigt skick av utvecklarna den 20 december 2023. Spelet togs omedelbart bort efter kraftiga protester och Cawthon lovade att spelet skulle släppas i ett fungerande skick någon gång under 2024. Under den korta tid som spelet var tillgängligt beskrev spelarna att det liknade spelelementen från Dead by Daylight.

## Återkommande spelelement

### Lampor
Lampor finns i varje spel i serien och används främst för att se hur nära animatronerna är, eller också för att schasa iväg dem. De första 2 spelen aktiveras genom att klicka på vissa knappar för att lysa upp spelarens döda vinkel som animatronerna kan komma ifrån; det vill säga t.ex ventilationstrummor mm. I vissa spel får man använda sig av ficklampor som har begränsat med ström och inte kan laddas om.

### Kameror
Kameror är en vital del i spelseriens mekanik. Med kameror håller man koll på vilken plats i restaurangerna som animatronerna finns. Förflyttar sig en animatron blir kameraskärmen oftast svart en liten stund innan bilden blir som vanlig igen. Bara en plats kan ses åt gången och vissa områden syns inte på kamerorna. Kamerorna brukar oftast se exakt likadana ut; med flimrande bildskärm, ibland med svart/vit färg och fulla av atmosfäriska oljud.

### Dörrar och ventilationer
Ventilationsöppningar finns med i det andra, tredje, sjätte och åttonde spelet, vilket funkar som en extra ingång till spelarens position som en animatron kan använda för att komma åt spelaren.

### Jump Scares
Jump scares finns i varje spel i serien, det innebär att om en animatron lyckas ta sig till spelarens kontor eller position tillräckligt nära kommer de att hoppa fram med ett högljutt skrik och avsluta spelet med en flimrande skärm. Vissa jump scares, t.ex av Golden Freddy (i det första och sjunde spelet) består av en enda skärm med skrikigt, förvrängt ljud; dessa jump scares avslutar, startar om eller fryser vanligtvis spelet helt.

### Minispel
Minispel introducerades i det andra spelet i serien. Spelen är uppbygga med 8-bitars-teknik likt spelen till Nintendo Entertainment System. Minispelen hör oftast ihop med en historia eller händelse som är relevant för spelens lore, som avlöjas på ett mer kryptiskt sätt. Minispelen i det andra spelet skildrar brutala mord som nämns av en annan anställd på restaurangen, och anledningen till att animatronerna får liv. Minispelen i det tredje spelet visar historien bakom Springtraps ursprung. Minispelen i det fjärde spelet berättar historien om en karaktär som dör i en olycka.
Det finns bara ett minispel i det femte spelet, det skildrar dödsfallet för karaktären William Aftons dotter. Minispelen i det sjätte spelet skildrar olika händelser i serien, alla med anknytning till Afton.

## Lore
Berättelsen kring spelen i Five Nights at Freddy's utspelar sig oftast i eller med anknytning till en kedja av familjerestauranger som ägs av Fazbear Entertainment som grundades av Henry Emily och William Afton. Den sistnämnde är en briljant ingenjör som skapar flera olika slags animatronmaskotar, bland annat de första fyra från det första spelet vars huvudstjärna är animatronbjörnen Freddy Fazbear, därav namnet på restaurangerna. Det ingen vet är att William Afton är en seriemördare som dödar barn och stoppar in deras kroppar i animatronernas robotdräkter, som deras själar senare tar i besittning. Han designade också en animatron kallad Circus Baby specifikt för just det ändamålet, vilket olyckligtvis leder till att hans dotter Elizabeth blir oavsiktligt dödad av Circus Baby.
Williams första offer blir Henrys dotter Charlotte och senare fem ytterligare barn som han lurade in i ett förråd bakom restaurangen iklädd i en gul kanindräkt som kallas SpringBonnie. Samtidigt blir hans yngre son Evan stoppad i munnen på en annan animatron kallad för Fredbear av sin bror Michael. Fjäderlåsningarna på Freadbear smällde av och Evans kranium krossats, vilket leder till att restaurangen Fredbears Family Diner stängdes.
Några år därefter så började William undersöka konceptet om odödlighet, efter att han kom i kontakt med ett element som kallas för remnant. Remnant är en sammansmältning av andlig energi och metall som kan separeras från de animatroniska maskotarna. William slet sönder de ursprungliga animatronerna han stoppade barnens lik i för att kunna skörda deras remnant. Men deras själar släpps fria och börjar hemsöka William. Han försöker gömma sig i sin gamla SpringBonnie-dräkt, men efter flera år utan ordentlig underhåll slår dräktens mekanismer och fjäderlåsningar ihop och genomborrar William vilket gör att han förblöder till döds. Hans lik blir för evigt fast i dräkten samtidigt som hans själ tar över den och han blir en vandrande odöd kallad för Springtrap. Kort därefter slås hela restaurangkedjan igen. Men 30 år senare byggs en skräckattraktion baserad på restaurangerna med namnet Fazbear's Fright som leder till Springtraps återkomst; en brand förstör attraktionen innan den kan öppnas för allmänheten. Branden befriar själarna från Williams fem första offer och förstör de ursprungliga maskotarna, men Springtrap lyckas fly, dock inte utan större skador på sin kropp.
En tid efter branden lurar Henry Springtrap och alla animatroner som inte förstördes i Fazbear's Fright till en enda pizzeria. Med hjälp av Michael tänder Henry eld på restaurangen och förstör alla animatronerna, vilket frigör själarna hos barnen som fanns i dem, inklusive Elizabeth. Branden dödar även Henry, Michael och William, men hans själ blir istället plågad i ett personligt helvete där alla animatroner torterar honom.
Flera år senare grundas nya Fazbear Entertainment och släpper en virtuell reality-upplevelse baserad på restaurangens förflutna, i ett försök att övertyga allmänheten om att företagets tidigare kontroverser bara var en myt. Via virtual-reality-spelet återföds Williams ande som ett virus efter att Fazbear Entertainment använde en kod från moderkortet av hans SpringBonnie-dräkt för att använda det som en grund för VR-spelet. Han tar en ny skepnad vid namn Glitchtrap och börjar manipulera andra människor till att lyda honom, vilket leder till händelserna i Security Breach.

## Böcker
Efter att det första spelet släpptes började Scott Cawthon jobba på en del noveller med författaren Kira Breed-Wrisley; inom samma universum som spelen utspelar sig. De första böckerna är en trilogi och består av: 
Five Nights at Freddy's: The Silver Eyes (2015)
Five Nights at Freddy's: The Twisted Ones (2017)
Five Nights at Freddy's: The Fourth Closet (2018)
Denna trilogi följer en grupp ungdomar som blir inblandad i ett mordmysterium som ägde rum på en av Freddy Fazbear-restaurangerna.
En annan serie böcker skapades av Scott Cawthon och funkade som antologier inom samma universum som kallas för Fazbear Frights. Dessa funkar ungefär som Goosebumps-böckerna och varje bok innehåller 3 berättelser som handlar oftast om karaktärer och deras missöden när dom blir inblandade med animatronerna från Fazbear Entertainment. Det finns totalt 12 böcker och dessa består av:
- Into the Pit
- Fetch
- 1:35 A.M.
- Step Closer
- Bunny Call
- Blackbird
- The Cliffs
- Gumdrop Angel
- The Puppet Carver
- Friendly Face
- Prankster
- Felix The Shark

## Filmadaptioner
En filmatisering baserad på spelserien släpptes för streaming och på bio i USA den 27 oktober 2023 av Universal Pictures. Filmen regisserades av Emma Tammi, som skrev manuset tillsammans med Cawthon och Seth Cuddeback, och har Josh Hutcherson i huvudrollen med Elizabeth Lail, Piper Rubio, Mary Stuart Masterson och Matthew Lillard i biroller. Filmen fick generellt negativa recensioner av kritiker men hyllades av fansen och var en kommersiell framgång och blev Blumhouse Productions mest inkomstbringande film i världen med nästan 300 miljoner dollar. En uppföljare planeras att släpps i december 2025.

## Kulturell påverkan

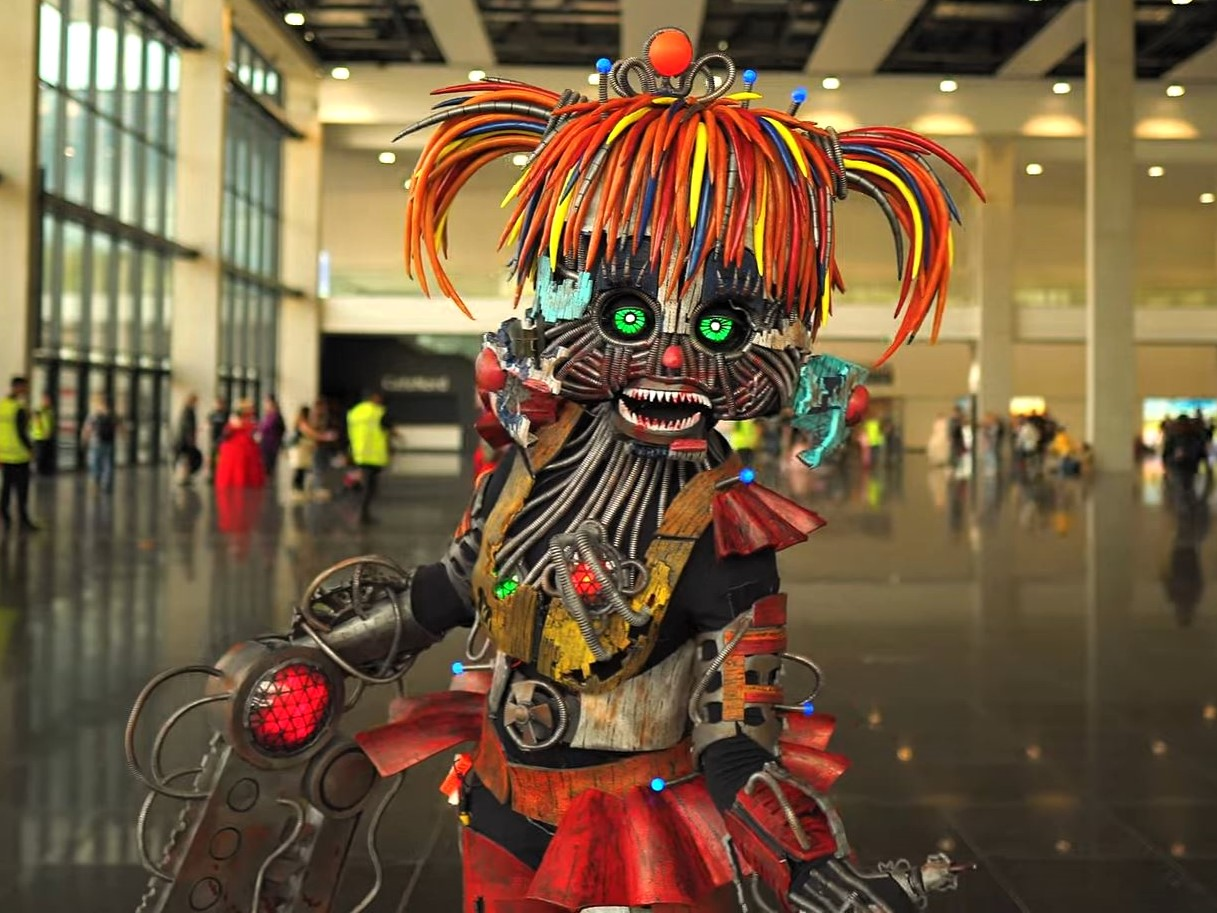
Cosplay av Scrap Baby från spelet Pizzeria Simulator.

Sedan första spelets släpp har spelserien nått stor kultstatus inom populärkulturen. Youtubers som Jacksepticeye och PewDiePie fick miljoner visningar av att spela igenom spelen, vilket hjälpte serien att få mer uppmärksamhet. År 2015 rapporterade Youtube att Five Nights at Freddy's låg på åttonde plats i mest eftersökta playthroughs inom spelkategorin. 
Den tolkningsbara, icke-linjära berättelsen i Five Nights at Freddy's är ett populärt samtalsämne för fans att diskutera och debattera. YouTube-kanaler som The Game Theorists har Five Nights at Freddy's-relaterade videor med målet att lista ut spelseriens lore. Tusentals kloner av FNAF släpptes av många andra spelutvecklare som blev inspirerade av upplägget. Tillsammans med detta har flera fan-låtar skapats, inklusive några av The Living Tombstone, som alla har fått över hundratals miljoner visningar.